# Xenos
Xenos è il nome commerciale della GPU usata nella Microsoft Xbox 360. 
La GPU Xenos è stata progettata da ATI Technologies, essa è costituita da due chip in un unico package, il chip grafico vero e proprio si trova al centro e spostato verso il bordo è situato un chip di memorie eDRAM.

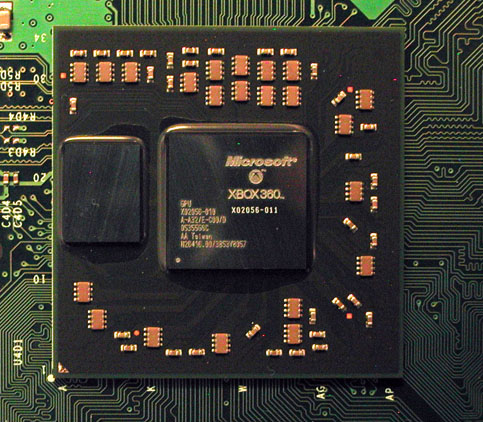
Il processore ATI Xenos.

## Specifiche
- 337 Milioni di transistor
- Frequenza di funzionamento a 500 MHz / 160 operazioni per ciclo
- EDRAM NEC Embedded di 10 MB / 105 Milioni di transistor
- Funzione MEMEXPORT
- Pixel Shader Model 3.0+
- Fillrate in pixel da 16 gigasample al secondo con MSAA 4x
- Fillrate in texel da 8 gigatexel al secondo
- Ombreggiatura a 48 Shaders di tipo unificato/16 samples per clock
- 10 operazioni pipeline  in virgola mobile per clock
- 2 operazioni ALU pipeline per clock
- 96 miliardi di operazioni shader al secondo
- Rendering grafico di picco pari a 1,5 miliardi di vertici al secondo (500 milioni di triangoli)
- 24 miliardi di operazioni in prodotto scalare
- 8 Render Output Units
- Operazioni in virgola mobile: 240 GFLOPS[1]
- Risoluzione: 50/60/120 Hz, 4:3, 16:9, 16:10, 480p, 720p, 1080i, 1080p.